# Biblioteca 2.0

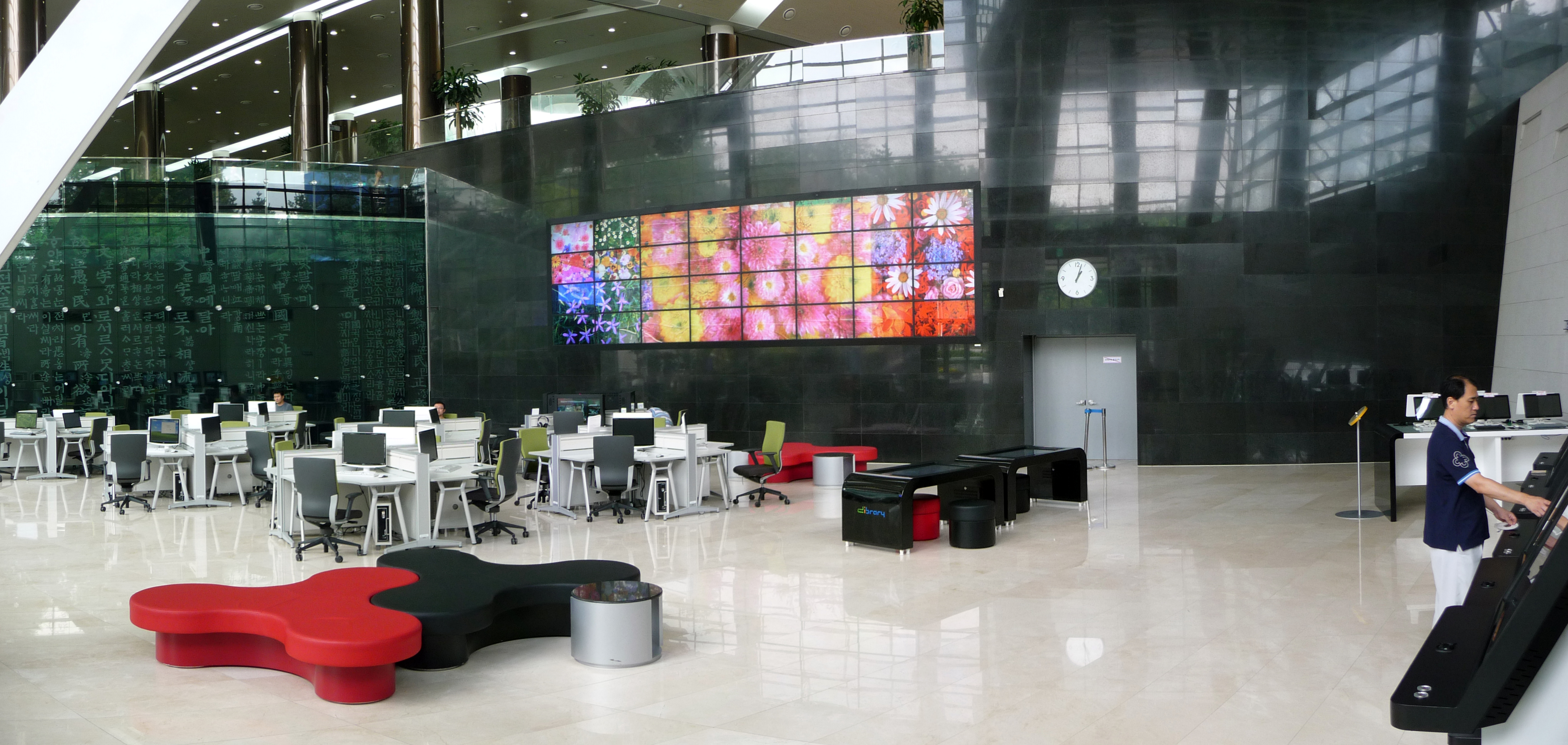
Entrada a la Biblioteca Nacional Digital de Corea, extensión de la Biblioteca Nacional de dicho país.

Biblioteca 2.0 es un modo amplio de definir un nuevo modelo de servicios de biblioteca. Refleja una transición dentro del mundo de la Bibliotecología. El objetivo se centra en el usuario y su participación en la creación de contenidos y la interacción con la comunidad. El concepto de Biblioteca 2.0 se basa en el de Web 2.0 ya que comparte algunas ideas subyacentes. Esto incluye el uso de herramientas en el desarrollo de las tecnologías de la información y la comunicación (TIC) para ofrecer servicios en línea y el flujo creciente de retroalimentación por parte del usuario. 
El objetivo principal planteado por los creadores del concepto de la Biblioteca 2.0 es que los  servicios  bibliotecólogos  se  mantengan  en  constante  actualización  y  evaluación permanente,  para  servir  y  satisfacer  mejor  las  necesidades  de  información  de  su comunidad.  Para  alcanzar  dicho  objetivo,  la  biblioteca  deberá  valerse  de  la retroalimentación por parte de quien se conocerá como “usuario-bibliotecólogo”. De esta forma, el usuario entonces, se convierte en el centro del sistema en este nuevo tipo de biblioteca; sistema que  estará  conformado  por  tres elementos  principales: usuarios,  colaboración  e innovación.
Quienes proponen estos conceptos, basándose en la Confianza radical, desean que este modelo de servicio termine reemplazando a las ofertas tradicionales: un servicio unidireccional que ha caracterizado a las bibliotecas durante siglos. En la biblioteca 2.0 los servicios se actualizan constantemente y se revalúan para su mejora, a la vez fomentan a los usuarios para implementar e incrementar el uso de tales servicios y su participación en el diseño participando de la Inteligencia colectiva.
El advenimiento de la Web 2.0 genera nuevas formas de acercamiento del usuario a la información. La posibilidad de poder acceder a los datos requeridos desde cualquier lugar, en cualquier momento, de forma sencilla y gratuita, introduce un desafío para la biblioteca, que busca seguir posicionada como el principal centro de información. La incorporación de la actitud y tecnología 2.0 en las bibliotecas es lo que se conoce con el nombre de “Biblioteca 2.0”. El término fue acuñado y desarrollado en la biblioblogosfera; su primera aparición fue en el blog de Michel Casey “Library Crunch” (Margaix Arnal, 2007), y desde entonces ha sido objeto de distintos estudios y definiciones en el mismo medio. Las ideas que se pueden incluir en una definición de Biblioteca 2.0 son (Crawford, 2006): La Biblioteca 2.0 se deriva de la Web 2.0. 
La tecnología es importante pero no fundamental. Se debe dar participación al usuario incentivándolo en la elaboración y gestión de contenidos. Abarca los servicios y la colección. La Biblioteca 2.0 no solo se desarrolla en un entorno virtual. El bibliotecario 2.0 deberá utilizar las nuevas tecnologías promoviendo la innovación.

## Orígenes
El término de "Biblioteca 2.0" fue acuñado en 2005 por el bibliotecario norteamericano Michael Casey en su blog LibraryCrunch como un derivado directo de los conceptos de Web 2.0 y Business 2.0. Casey sugirió que las bibliotecas, en particular las bibliotecas públicas, tienen elementos que "se entrecruzan" con las ideas de la Web 2.0 y son aplicables a los de la comunidad bibliotecaria y sus servicios, tanto a los servicios enfocados en las tecnologías como los que no lo están. En particular, Casey describió la necesidad de las bibliotecas de adoptar una estrategia de constante cambio y la promoción del rol participativo de los usuarios de bibliotecas.
Una importante característica es que el origen del término y su debate conceptual se dan en la biblioblogósfera, es decir en el conjunto de blogs relacionados con la biblioteconomía.
También hay que indicar que la mayoría de los pioneros de la biblioteca 2.0 desempeñan su trabajo en bibliotecas públicas y son estas las que están aplicando más rápidamente sus planteamientos y elaborando el concepto.
En septiembre de 2006, un artículo en el Library Journal titulado "Library 2.0: Service for the next-generation library" comienza a expresar el beneficio de la biblioteca 2.0 para los administradores de bibliotecas y para los contribuyentes, al proveerles "formas más eficientes de ofrecer servicios para obtener mayores retornos en inversiones financieras". El artículo continúa aseverando que la muy discutida idea de la Biblioteca 2.0 es importante para los bibliotecarios, ya que puede cambiar radicalmente tanto sus servicios como la interacción con el usuario.
En la biblioteca 2.0 los servicios se evalúan y actualizan para satisfacer las cambiantes necesidades de los usuarios. También demanda que se aliente la retroalimentación y participación de los usuarios en el desarrollo y mantenimiento de los servicios de la biblioteca. 
Un usuario empoderado y activo es un componente esencial de la Biblioteca 2.0. Mientras haya un ida y vuelta de información e ideas entre la biblioteca y el usuario los servicios mejoran y evolucionan constante y rápidamente. El usuario es participante, coautor, constructor y asesor, ya sea de un producto físico o digital. 
Una ventaja de desarrollar servicios digitales es que la biblioteca puede llegar a más gente, incluso a aquellos que no han usado previamente los servicios de la biblioteca. 
Una preocupación que la biblioteca 2.0 está tratando de resolver es que los potenciales usuarios recurran a Google y Wikipedia por percibirlos “lo suficientemente buenos” y consideren las bibliotecas lentas e irrelevantes.

## Web 2.0
En 2001 se produce un estallido de la burbuja tecnológica que determina un antes y un después en la historia de la Web. Algunas de las empresas que formaban parte del mercado de la Web consiguen sobrevivir a esta crisis, pero muchas no. Esto lleva a que, en 2005, O’Reilly y MediaLive International, mediante la técnica de tormenta de ideas (brainstorming) logren identificar qué particularidades de los sitios Web que subsistieron fueron las que permitieron su continuidad en el mercado. En ese contexto, denominan a aquellas páginas que no lograron mantenerse en pie como Web 1.0, y a aquellas que lo consiguieron como Web 2.0. Tiempo más tarde, Tim O’Reilly propone en uno de los blogs de su empresa, una definición del concepto de Web 2.0, expresando que el aspecto fundamental de la misma es la idea de cooperación y la revolución de los negocios en la industria informática, causada por la migración hacia internet como plataforma. A su vez, propone que la regla principal es construir aplicaciones que usufructúen los efectos de la red para lograr que más personas puedan acceder a ellas. Por último nombra siete principios constitutivos de la Web 2.0 que son: 
1. La Web como plataforma 
2. El aprovechamiento de la inteligencia colectiva:
3. Los datos son el siguiente “Intel Inside”
4. El fin del ciclo de las actualizaciones de versiones del programa
5. Modelos de programación ligeros (livianos) 
6. El programa no limitado a un solo dispositivo 
7. Experiencias enriquecedoras del usuario
Entonces, ¿qué representa la Web 2.0? Cooperación, confianza, participación, inteligencia colectiva, intercambio y redes sociales, son algunos de los conceptos que nos permiten representarnos su esencia, y comprender por qué esta Web es llamada también “la Web social”. Si bien se requiere de tecnologías que funcionen como soporte, lo fundamental en  la Web 2.0 es el accionar humano; la conciencia de universalidad con el que todos pueden colaborar. Tal como dice Davis, Web 2.0 es una actitud, no solo una tecnología.

## Catálogo de acceso público en línea
El catálogo de acceso público en línea (en inglés Online Public Access Catalogue, OPAC) proporciona la colección de la biblioteca a sus usuarios, lo que suele hacerse mediante la búsqueda y la navegación por el catálogo de la biblioteca en línea. Puede ser una extensión del Sistema Integrado de Gestión de Bibliotecas (ILS) o un software independiente.
La Biblioteca 2.0 es una nueva forma de prestar servicios bibliotecarios a través de las nuevas tecnologías de Internet, con énfasis en el cambio y la interacción "centrados en el usuario".  Al igual que la Web 2.0, un OPAC con todas las funciones de la Biblioteca 2.0 mejora cuanto más participan los usuarios en el proceso de interactuar con el catálogo y compartir contenidos.
Los bibliotecarios han estado trabajando en la remodelación de los catálogos de las bibliotecas con el fin de hacerlos más útiles para que los usuarios encuentren, organicen e interactúen con la información de una manera que tiene un potencial infinito para la personalización del usuario.  Estos nuevos tipos de catálogos suponen un cambio de "silos de información aislados" a "plataformas informáticas interconectadas". En el pasado, el flujo de información era mayoritariamente unidireccional, de la biblioteca al usuario.  Con las nuevas herramientas web, la información puede fluir en todas las direcciones (de la biblioteca al usuario, del usuario a la biblioteca, de la biblioteca a la biblioteca y del usuario al usuario).
Jessamyn West, en su sitio web librarian.net, escribió "What We Want: An OPAC Manifesto", que desglosa las necesidades del personal de la biblioteca, los frikis y los usuarios en su OPAC.  Estas valiosas sugerencias informan a los bibliotecarios de la flexibilidad, la personalización y el enfoque de lenguaje sencillo que desean los usuarios en su OPAC.  Los bibliotecarios deben ser conscientes de estas cuestiones para poder empezar a planificar las mejoras.
Nishat Kazi recomienda que se registre el área de interés de los clientes cuando se incorporen a la biblioteca, y que cuando accedan a su cuenta en el OPAC, se les muestren los nuevos artículos que coincidan con sus intereses.  Kazi también recomienda permitir que los clientes clasifiquen y revisen los artículos en el OPAC, así como dar a otros clientes la oportunidad de responder a estas revisiones. [Las palabras clave]] también pueden ser añadidas por los clientes además de las palabras clave añadidas por el bibliotecario para facilitar la búsqueda.